# 扇穗茅属
扇穗茅属（学名：Littledalea）是禾本科下的一个属。该属共有3种，分布于中国西藏和四川。